# John Emery (Schauspieler)

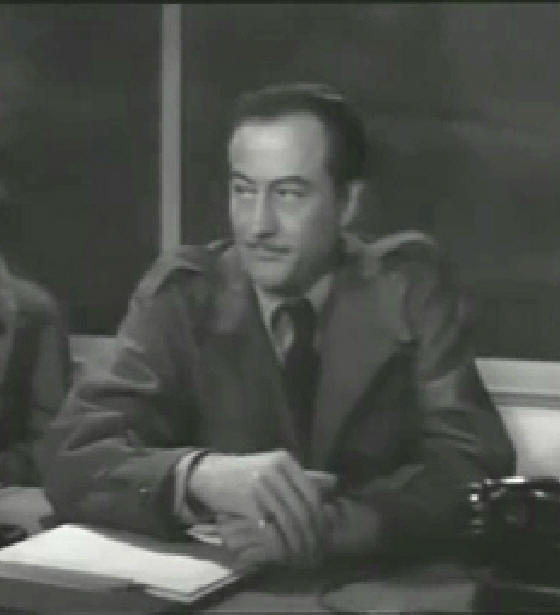
John Emery in Rakete Mond startet (1950)

John Emery (* 20. Mai 1905 in New York City; † 16. November 1964 ebenda) war ein US-amerikanischer Schauspieler.

## Leben und Karriere
John Emery wurde als Sohn der Theaterschauspieler Isabel Waldron (1871–1950) und Edward Emery († 1938) in New York City geboren. Nach dem Besuch der Militärakademie La Salle startete Emery seine Schauspielkarriere beim Theater. Zwischen 1934 und 1960 war er am Broadway in insgesamt 20 Produktionen zu sehen, darunter teils in Hauptrollen in The Barretts of Wimpole Street, Liliom und mehreren Shakespeare-Stücken. 
Sein Filmdebüt absolvierte Emery 1937 in James Whales Kriegsdrama The Road Back, der Verfilmung von Erich Maria Remarques Roman Der Weg zurück. In den 1940er- und 1950er-Jahren folgten weitere Auftritte, etwa als ein mit Ingrid Bergmans Figur flirtender Psychiater in Alfred Hitchcocks Thriller Ich kämpfe um dich aus dem Jahr 1945. Drei Jahre später war er erneut neben Bergman zu sehen, in der aufwendigen Historienverfilmung  Johanna von Orleans als Herzog von Alencon. In Filmen wurde der hochgewachsene Schnurrbartträger Emery meist mit durchaus charmanten, aber zugleich undurchsichtig wirkenden oder aalglatten Nebenfiguren betraut. In einigen B-Movies erhielt Emery auch größere Aufgaben, beispielsweise als Raketendesigner in dem Science-Fiction-Streifen Rakete Mond startet (1950). Ab den 1950er-Jahren war er auch in zahlreichen Fernsehserien zu sehen, etwa I Love Lucy und Alfred Hitchcock präsentiert.
Seine letzte von über 60 Film- und Fernsehrollen spielte Emery 1964 im Drama Ein Mann kam nach New York neben James Franciscus und Suzanne Pleshette. Der Schauspieler verstarb im folgenden Jahr im Alter von 59 Jahren an einer Krebserkrankung. Er war dreimal verheiratet, darunter mit der Schauspielerin Tallulah Bankhead zwischen 1937 und 1941 sowie mit der Balletttänzerin Tamara Geva. Zuletzt hatte er eine Beziehung mit der Schauspielkollegin Joan Bennett.

## Filmografie (Auswahl)
- 1937: The Road Back
- 1941: Urlaub vom Himmel (Here Comes Mr. Jordan)
- 1941: Blutrache (The Corsican Brothers)
- 1942: Unser trautes Heim (George Washington Slept Here)
- 1942: Spur im Dunkel (Eyes in the Night)
- 1945: Ich kämpfe um dich (Spellbound)
- 1945: Spionage in Fernost (Blood on the Sun)
- 1945: Die Seeteufel von Cartagena (The Spanish Main)
- 1948: Johanna von Orleans (Joan of Arc)
- 1948: Das Geheimnis der Frau in Weiß (The Woman in White)
- 1950: Rakete Mond startet (Rocketship X M)
- 1950: Revolverlady (Frenchie)
- 1950: Geheimagent in Wildwest (Dakota Lil)
- 1954: Der wahnsinnige Zauberkünstler (The Mad Magican)
- 1955: Ein Mann wie der Teufel (A Lawless Street)
- 1956: Mein Engel und Ich (Forever, Darling)
- 1956: The Girl Can’t Help It
- 1957: Kronos
- 1958: Ein Mann in den besten Jahren (Ten North Frederick)
- 1964: Ein Mann kam nach New York (Youngblood Hawke)